# Vall de Bas
Vall de Bas (en catalán y oficialmente desde 1981 La Vall d'en Bas) es un municipio español de la provincia de Gerona, en Cataluña. Perteneciente a la comarca de La Garrocha, se encuentra situado en la cabecera del río Fluviá, rodeado por las sierras del Corb, de Sant Miquel, de Llancers y por el Puigsacalm (1515 m).
Castaños, robles, encinas y hayedos son los principales árboles que se encuentran en su territorio. La economía de Vall de Bas es la agricultura mayormente de secano y especialmente de maíz, el regadío consta de frutas y hortalizas. Ganadería bovina, ovina y porcina con industria relacionada de embutidos. Tiene un gran turismo residencial.

## Historia
El municipio de Vall de Bas fue creado en 1968 por la unión de los antiguos municipios de San Privat de Bas, San Esteban de Bas (llamado "Bas"), Juanetas y La Piña. Inicialmente su capital fue la villa de El Mallol, pero más adelante se trasladó a San Esteban de Bas.

## Entidades de población

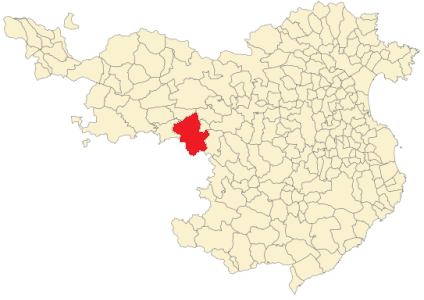
Término municipal de Vall de Bas respecto a la provincia de Gerona.

- San Esteban de Bas
- La Dreta del Fluviá
- L'Esquerra del Fluviá
- Falgars d'en Bas
- Hostalets de Bas
- Juanetas
- El Mallol
- El Mercadal
- La Piña
- Puigpardines
- San Privat de Bas
- La Serra
- Vilallonga

## Demografía
Vall de Bas cuenta con una población de 3219 habitantes (INE 2024).
| Gráfica de evolución demográfica de Vall de Bas entre 1970 y 2021 |
| |
| Población de derecho según los censos de población del INE Población de hecho según los censos de población del INEEn estos censos se denominaba Vall de Bas: 1970 y 1981 Entre el censo de 1970 y el anterior, aparece este municipio porque se fusionan los municipios Bas, Juanetas, La Piña y San Privat de Bas |

## Lugares de interés
- Vila de Malloll. Catalogada de conjunto histórico-artístico.
- Núcleo d'Hostalets d'en Bas. Catalogado de conjunto histórico-artístico.
- Iglesia de San Estaban de Bas. Siglo XII.
- Iglesia de Sant Privat. Año 1017.
- Iglesia Santa María de la Piña. Siglo X, consagrada por el abad Oliva en el año 1022.
- Iglesia Sant Román. Siglo XII.
- Iglesia Sant Joan dels Balbs. Siglo X.
- Antiguo monasterio de Santa María de Puigpardines. Siglo XII.